# Contea di Atkinson
La contea di Atkinson (in inglese Atkinson County) è una contea dello Stato della Georgia, negli Stati Uniti. La popolazione al censimento del 2000 era di 7 609 abitanti. Il capoluogo di contea è Pearson.